# Bad Decisions
Bad Decisions è un singolo del gruppo musicale statunitense The Strokes, pubblicato il 18 febbraio 2020 come secondo estratto dal sesto album in studio The New Abnormal.

## Video musicale
Il video musicale, diretto da Andrew Donoho, è stato reso disponibile il 18 febbraio 2020 in concomitanza con l'uscita del singolo.

## Tracce
Testi e musiche di The Strokes, Billy Idol e Tony James.
1. Bad Decisions – 4:53

## Formazione
Gruppo
- Julian Casablancas – voce
- Nikolai Fraiture – basso
- Fabrizio Moretti – batteria
- Albert Hammond Jr. – chitarra
- Nick Valensi – chitarra

Produzione
- Rick Rubin – produzione
- Jason Lader – ingegneria del suono
- Pete Min – ingegneria del suono aggiuntiva
- Rob Bisel – assistenza all'ingegneria del suono
- Dylan Neustadter – assistenza all'ingegneria del suono
- Kevin Smith – assistenza all'ingegneria del suono
- Stephen Marcussen – mastering
- Stewart Whitmore – mastering
- Jason Lader – missaggio

## Classifiche
| Classifica (2020) | Posizione massima |
| ----------------- | ----------------- |
| Belgio (Fiandre)  | 73                |
| Belgio (Vallonia) | 80                |